# Eberhard Graf Wolffskeel von Reichenberg

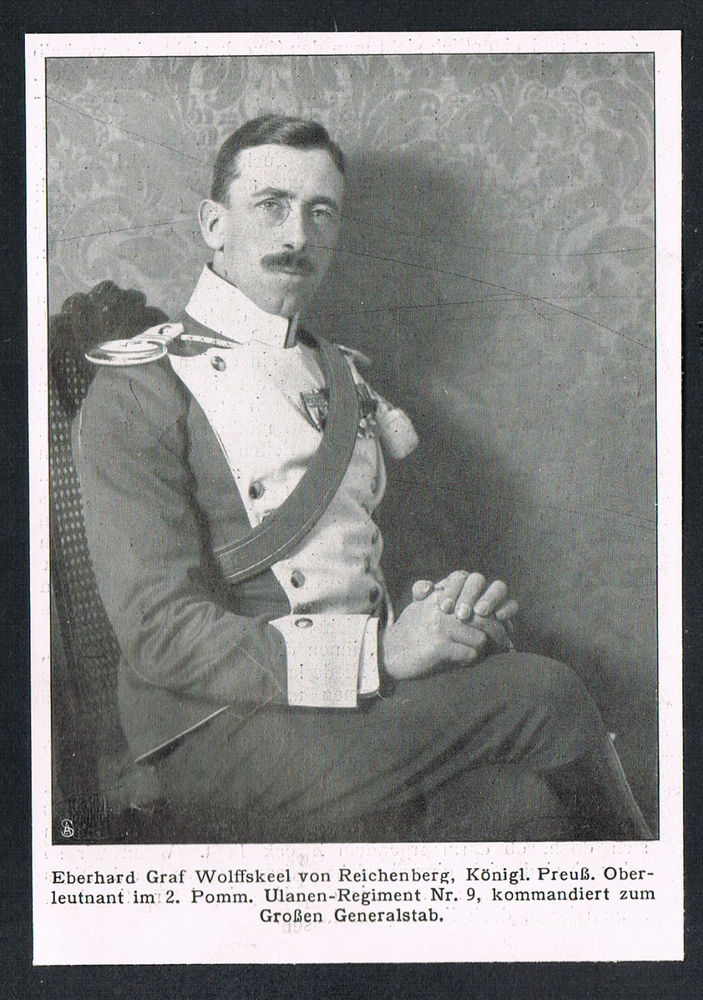
Eberhard Graf Wolffskeel von Reichenberg als Oberleutnant;1910

Eberhard Graf Wolffskeel von Reichenberg (geboren als Freiherr Wolfskeel von Reichenberg); (* 17. August 1875 in Uettingen; † 26. Dezember 1954 in Würzburg) war ein deutscher Offizier und Gutsbesitzer. Er war am Völkermord an den Armeniern beteiligt.

## Leben
Eberhard Graf Wolffskeel von Reichenberg (geboren als Freiherr Wolfskeel von Reichenberg) war ein Sohn des Karl Graf Wolffskeel von Reichenberg und der Emma Gräfin Wolffskeel von Reichenberg, geborene Freiin von Thüngen. Der SS-Offizier Karl Freiherr Michel von Tüßling war sein Neffe.
Wolffskeel wurde an der Münchner Hofpagerie erzogen. 1894 machte er Abitur am Wilhelmsgymnasium München.
Wolffskeel heiratete am 30. Juni 1903 gegen den Willen seiner Familie die Schauspielerin Marietta Olly. Die Hochzeit musste in England stattfinden. Als Armeeangehöriger wurde er wegen seiner Heirat zur Strafe nach Fernost versetzt, wo er der Belagerung von Port Arthur beiwohnte. Die Ehe wurde geschieden und er heiratete in zweiter Ehe Sophie-Henriette Edle Herrin von Berger (4. Februar 1893 bis 25. Mai 1975). Auch diese Ehe blieb kinderlos. 
Er studierte Forstwirtschaft und verwaltete mit seinem Bruder Luitpold Graf Wolffskeel von Reichenberg die Wolffskeel’schen Güter. Er wohnte auf Schloss Reichenberg.

### Militärdienst
Eberhard Graf Wolffskeel von Reichenberg begann seine militärische Laufbahn im Bayerischen Militärdienst. Später wurde er in den preußischen großen Generalstab berufen.
Als deutscher Hauptmann und Stabschef des stellvertretenden Kommandeurs der IV Osmanischen Armee, Fahri Pascha, war er aktiv am Völkermord an den Armeniern beteiligt, bei dem er 1915 mit deutscher Artillerie ein Kloster in Zeitun (Süleymanlı) und das Armenierviertel von Urfa zerstörte. Seiner Frau schrieb er am 16. Oktober 1915:

„Der Kampf ist beendet. Urfa ist genommen. Es ging schliesslich viel rascher, als ich erwartet hatte. [...] Heute hörte man keinen Schuß mehr. Die Stadt wird noch durchsucht nach Versteckten, im allgemeinen ist aber bereits alles, was nicht totgeschlagen ist, in Gefangenschaft. Soweit war die Sache ja ganz interessant und hübsch. Jetzt beginnt jedenfalls wieder der unerfreuliche Teil. Der Abtransport der Bevölkerung und die Kriegsgerichte. Mit beidem brauch’ ich mich ja Gott sei Dank nicht zu befassen, das sind innertürkische Angelegenheiten, die mich nichts angehen, aber man kann schliesslich nicht vermeiden, es zu sehen, und das ist schon nicht angenehm.“

Aus der Lektüre dieses Briefs und weiterer Briefe ergibt sich, dass Eberhard Graf Wolffskeel von Reichenberg sein Handeln als rein militärisch interpretierte; den Umgang mit den Armeniern betrachtete er als durchaus problematisch, sah dies jedoch als innertürkische Angelegenheit an, für die er keine Verantwortung trägt.
Sein Name wurde aus den Berichten von Johannes Lepsius, der nach dem Massaker 1896/1897 in Deutschland das Armenische Hilfswerk gegründet hatte, entfernt.
Im Jahr 1916 erfolgte Wolffskeels Beförderung zum Major, 1920 zum Oberstleutnant und 1939/40 zum Oberst.

### NS-Zeit
Dem Nationalsozialismus stand Eberhard Graf Wolffskeel von Reichenberg kritisch gegenüber. Er befürwortete 1932/33 vielmehr eine Einsetzung von Rupprecht von Bayern als König. Die NS-Behörden betrachteten sein Verhalten mit Argwohn. In einem Schreiben des NSDAP-Gaues Unterfranken an die Gestapo Würzburg im Jahr 1939 wurde unter anderem berichtet: Er habe bis 1935 nicht mit der Hakenkreuzflagge geflaggt, er grüße nie mit „Heil Hitler“, die Dienerschaft kaufe bei Juden. Seine Frau Sophie-Henriette habe das Schloss nicht der NS-Kinderlandverschickung, sondern der evangelischen Kinderpflege zur Verfügung gestellt. Über die Pläne zum Attentat vom 20. Juli 1944 war er informiert, sagte seine Teilnahme jedoch ab.

## Nachlass
Sein Nachlass befindet sich im Bundesarchiv in Freiburg.

## Schriften
- Eberhard Count Wolffskeel von Reichenberg: Zeitoun, Mousa Dagh, Ourfa. Letters on the American genocide. Hrsg. von Hilmar Kaiser. Gomidas Institute, Princeton, N.J. 2001 (2. Aufl. 2004), ISBN 1-903656-43-5.